# Oskari Korpikari
Oskari Korpikari (* 5. April 1984 in Oulu) ist ein ehemaliger finnischer Eishockeyspieler. 

## Karriere

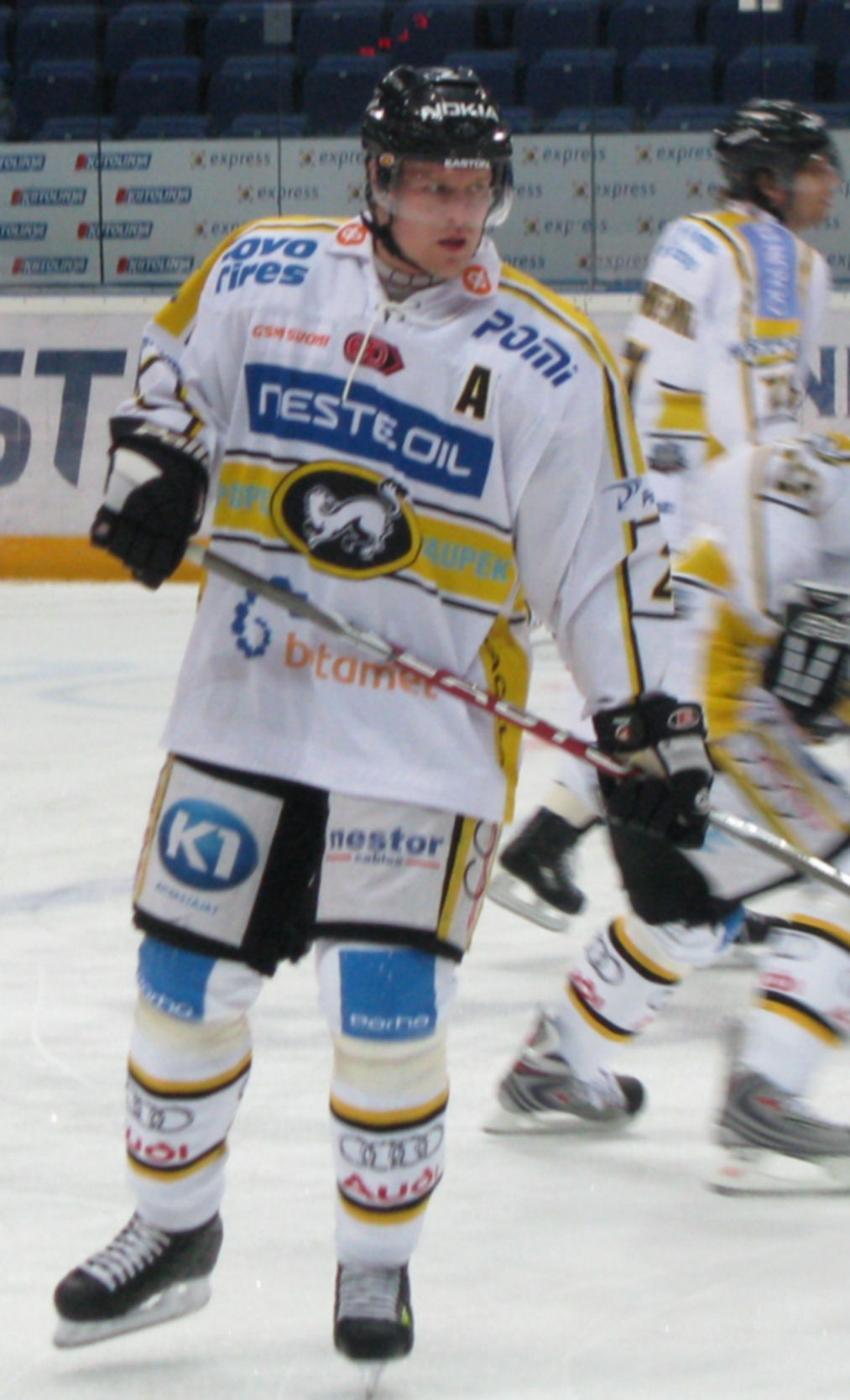
Oskari Korpikari im Trikot von Kärpät Oulu

Oskari Korpikari spielte bereits im Nachwuchsbereich für Kärpät Oulu, für dessen Profiteam er in der Saison 2002/03 sein Debüt in der SM-liiga gab. Im Anschluss an seine Rookiespielzeit wurde Korpikari im NHL Entry Draft 2003 in der siebten Runde als insgesamt 217. Spieler von den Montréal Canadiens ausgewählt, für die er allerdings nie spielte. Seit seinem Debüt hat der Verteidiger mit Kärpät in den Jahren 2004, 2005, 2007 und 2008 vier Mal den Meistertitel in der SM-liiga gewonnen, wurde 2003 und 2009 Vizemeister, sowie 2006 Dritter. Zudem erreichte er mit Kärpät in den Jahren 2005 und 2006 zwei Mal das Finale um den IIHF European Champions Cup, wobei man jeweils den beiden russischen Vertretern HK Awangard Omsk und HK Dynamo Moskau unterlag.
2010 wechselte er innerhalb der SM-liiga zu den Espoo Blues, mit denen er 2011 finnischer Vizemeister wurde. 2012 wechselte er erneut den Verein, als ihn die Pelicans aus Lahti unter Vertrag nahmen. Für die Pelicans absolvierte er über 100 Liiga-Partien, in denen er 19 Scorerpunkte sammelte.
Ende Januar 2016 musste Korpikari, der seit April 2014 bei Jokerit unter Vertrag stand, seine Karriere aufgrund einer Herzerkrankung beenden.

### International
Für Finnland nahm Korpikari an der U20-Junioren-Weltmeisterschaft 2004 teil, bei der er mit seiner Mannschaft die Bronzemedaille gewann.

## Erfolge und Auszeichnungen
| - 2003 Finnischer Vizemeister mit Kärpät Oulu - 2004 Finnischer Meister mit Kärpät Oulu - 2005 Finnischer Meister mit Kärpät Oulu - 2005 2. Platz beim IIHF European Champions Cup mit Kärpät Oulu | - 2006 2. Platz beim IIHF European Champions Cup mit Kärpät Oulu - 2007 Finnischer Meister mit Kärpät Oulu - 2008 Finnischer Meister mit Kärpät Oulu - 2009 Finnischer Vizemeister mit Kärpät Oulu - 2011 Finnischer Vizemeister mit den Espoo Blues |

### International
- 2004 Bronzemedaille bei der U20-Junioren-Weltmeisterschaft

## SM-liiga-Statistik
(Stand: Ende der Saison 2013/14)